# Mimobolbus pilulus
Mimobolbus pilulus är en skalbaggsart som beskrevs av Raffaello Gestro 1895. Mimobolbus pilulus ingår i släktet Mimobolbus och familjen Bolboceratidae. Inga underarter finns listade i Catalogue of Life.